# Patrick Kodjoe
Patrick Ofuatey-Kodjoe (* 1978 in Wien) ist ein ehemaliger deutscher Basketballspieler. Er spielte für Bayer Leverkusen in der Basketball-Bundesliga.

## Laufbahn
Der in Wien geborene und in Gundelfingen großgewordene Kodjoe spielte in der Jugend des USC Freiburg, später studierte er an der Virginia Commonwealth University in den Vereinigten Staaten und bestritt zwischen 1997 und 2000 75 Spiele für die Basketball-Mannschaft der Hochschule. Der zweite Meter lange Flügelspieler verbuchte im Schnitt 5,2 Punkte und 4,6 Rebounds in diesen Begegnungen.
Nach dem Abschluss des Studiums wechselte er ins Profilager und spielte in der Saison 2001/02 zeitweilig für den niederländischen Ehrendivisionisten Landstede Zwolle. Im Laufe der Spielzeit 2002/03 erhielt er einen Vertrag beim Bundesligisten Bayer Leverkusen, für den er bis Saisonende sieben Bundesliga-Partien absolvierte und im Mittel einen Punkt pro Partie erzielte.
Er stand zu Beginn der Saison 2003/04 kurz in Diensten des norwegischen Erstligisten Asker Aliens, im Oktober 2003 wechselte Kodjoe zum Zweitligaverein Düsseldorf Magics, stand im Saisonverlauf in 22 Punktspielen im Hemd der Rheinländer auf dem Feld und bilanzierte im Durchschnitt 9,0 Punkte sowie 5,0 Rebounds pro Einsatz. Auch im Spieljahr 2004/05 gehörte er zunächst zu Düsseldorfs Aufgebot, ehe er im Laufe der Saison innerhalb der 2. Basketball-Bundesliga zu den Krefeld Panthers wechselte. Die Krefelder verstärkte er in 26 Spielen und erzielte im Schnitt 10,2 Punkte und 5,7 Rebounds. Aus Verletzungsgründen musste er seine Basketballlaufbahn beenden.
Gemeinsam mit seinem Bruder Boris, der insbesondere als Schauspieler bekannt ist, gründete er das Bekleidungsunternehmen ALFA.